# Rádfalva
Rádfalva é um município da Hungria, situado no condado de Baranya. Tem 12,88 km² de área e sua população em 2019 foi estimada em 169 habitantes.